# 1675 en littérature
| Années de la littérature : 1672 - 1673 - 1674 - 1675 - 1676 - 1677 - 1678    |
| Décennies de la littérature : 1640 - 1650 - 1660 - 1670 - 1680 - 1690 - 1700 |

Cet article présente les faits marquants de l'année 1675 en littérature.

## Événements
- Spinoza termine son traité Ethica ordine geometrico demonstrata (l’Éthique démontrée selon la méthode géométrique). Il n’est pas autorisé à le publier et l’Éthique parait en 1677 après sa mort[1].

## Parutions
- 10 mars : achevé d’imprimer de l’ouvrage de Louis Maimbourg, Histoire des croisades pour la délivrance de la Terre-Sainte, vol. 1, Paris, Sébastien Mabre-Cramoisy, 1675 (présentation en ligne).
- 28 septembre : deuxième édition augmentée de trois livres de l'ouvrage de Nicolas Malebranche, De la recherche de la vérité, Paris, André Pralard, 1675 (présentation en ligne).
- 23 novembre : achevé d'imprimer du roman de Marie-Catherine de Villedieu, Les Désordres de l’amour, vol. 1, Paris, Claude Barbin, 1676 (présentation en ligne).
- 12 décembre : achevé d'imprimer de l'ouvrage de Jacques Savary, Le Parfait Négociant : ou Instruction générale pour ce qui regarde le commerce de toute sorte de marchandises, tant de France que des pays estrangers., Paris, Louis Billaine, 1675 (présentation en ligne).

- Bernard Lamy, La Rhétorique : ou l'art de parler, Paris, André Pralard, 1675 (présentation en ligne)
- Joshua Barnes, Gerania : a New Discovery of a Little Sort of People, anciently discoursed of, called Pygmies, London, W.G., 1675 (présentation en ligne) (« Gerania, ou la découverte des pygmées »).
- Publication à Rome de la Guia espiritual, Defensa de la contemplacion (« Guide spirituel, défense de la contemplation » ), de Molinos, à l’origine du molinosisme ou quiétisme, condamné par le pape Innocent XI (1687)[2].
- Publication des Pia Desideria (« Désirs pieux ») de Philipp Jakob Spener, texte fondateur du piétisme[3] : création de réunions d’étude de la parole (collegia pietatis), réactivation des pratiques liées au sacerdoce universel, prééminence de la vie chrétienne sur la théologie, catéchèse et prédication, pratique de la charité, restauration de la théologie à partir des œuvres de Tauler et de l’Imitation de Jésus-Christ.

## Naissances
- 16 janvier : Louis de Rouvroy, duc de Saint-Simon, dit « Saint-Simon », écrivain français († 2 mars 1755).
- 17 juillet : Girolamo Baruffaldi, poète, dramaturge et historien italien. († 1755).